# Mannajärvi (sjö i Finland)
Mannajärvi är en sjö i Finland. Den ligger i kommunen Kolari i landskapet Lappland, i den norra delen av landet, 800 km norr om huvudstaden Helsingfors. Mannajärvi ligger 158,6 meter över havet. Arean är 65,2 hektar och strandlinjen är 5,25 kilometer lång. Sjön  ingår i Torne älvs huvudavrinningsområde. 